# نابنط أشعر
نابنط أشعر[بحاجة لمصدر] (الاسم العلمي:Nepenthes hirsuta) هو نوع غير مؤكد من النباتات يتبع جنس النابنط من الفصيلة النابنطية.